# Eduardo Camavinga
Eduardo Camavinga (Miconje, 10 november 2002) is een in Angola geboren Frans-Angolees voetballer, die doorgaans speelt als defensieve middenvelder. Hij tekende in augustus 2021 een contract tot medio 2027 bij Real Madrid, dat circa €31 miljoen voor hem betaalde aan Stade Rennais. Camavinga debuteerde in 2020 in het Frans voetbalelftal.

## Clubcarrière

### Stade Rennais
Camavinga begon als jeugdspeler bij Drapeau-Fougères en belandde op elfjarige leeftijd bij Stade Rennais. Op 14 december 2018, toen de jonge middenvelder slechts één maand zestien was, tekende Camavinga zijn eerste profcontract. In januari 2019 werd hij gepromoveerd naar het eerste elftal. Op 6 april 2019 maakte hij zijn debuut op het hoogste Franse niveau. Een minuut voor tijd kwam hij M'Baye Niang vervangen in de uitwedstrijd tegen Angers SCO die eindigde op 3–3. Zijn eerste volledige wedstrijd speelde Camavinga op 5 mei 2019 op het terrein van Toulouse FC (2–2). Een week voorafgaand aan zijn eerste volledige wedstrijd won Stade Rennais de Coupe de France door gedoodverfd winnaar Paris-Saint Germain tijdens de finale na strafschoppen te verslaan. Camavinga kwam tijdens de finale niet binnen de lijnen.
In het seizoen 2019/2020 mocht Camavinga veelvuldig als basisspeler optreden. De destijds zeventienjarige middenvelder toonde zich gedurende het seizoen erg compleet, scoorde zijn eerste professionele doelpunt (winnend doelpunt Olympique Lyon-uit) en eindigde met zijn club Stade Rennais op de derde plaats in de Franse Ligue 1. Deze eindklassering gaf de club voor het eerst in de historie toegang tot de UEFA Champions League. In de transferzomer voorafgaand aan het voetbalseizoen 2020/2021 werd Camavinga veelvuldig gelinkt aan het Real Madrid van trainer Zinedine Zidane, die erg gecharmeerd is van de jonge middenvelder.

### Real Madrid
Op 31 augustus 2021 kondigde Real Madrid aan dat Camavinga een contract had getekend tot 30 juni 2027. Hij maakte zijn debuut in een 5-2 overwinning op Celta de Vigo op 12 september 2021, waarin hij een doelpunt scoorde kort nadat hij van de bank kwam. Hij viel in de 85'ste minuut in tijdens de Champions League-finale tegen Liverpool, die gewonnen werd door Real Madrid. Camavinga had met twee goals en een assist in 26 competitiewedstrijden ook een aandeel in het 35'ste kampioenschap van Real Madrid.
In het seizoen 2022/23 miste Camavinga voor de WK-break slechts één wedstrijd. Hij was wel meestal invaller achter het vaste middenveld van Aurélien Tchouaméni, Toni Kroos en Luka Modrić.

## Clubstatistieken
| Seizoen     | Club          | Competitie  | Competitie | Competitie | Competitie | Beker | Beker | Beker | Internationaal | Internationaal | Internationaal | Totaal | Totaal | Totaal |
| Seizoen     | Club          | Competitie  | Wed.       | Dlp.       | Ass.       | Wed.  | Dlp.  | Ass.  | Wed.           | Dlp.           | Ass.           | Wed.   | Dlp.   | Ass.   |
| ----------- | ------------- | ----------- | ---------- | ---------- | ---------- | ----- | ----- | ----- | -------------- | -------------- | -------------- | ------ | ------ | ------ |
| 2018/19     | Stade Rennais | Ligue 1     | 7          | 0          | 0          | 0     | 0     | 0     | —              | —              | —              | 7      | 0      | 0      |
| 2019/20     | Stade Rennais | Ligue 1     | 25         | 1          | 2          | 7     | 0     | 0     | 4              | 0              | 0              | 36     | 1      | 2      |
| 2020/21     | Stade Rennais | Ligue 1     | 35         | 1          | 2          | 0     | 0     | 0     | 4              | 0              | 1              | 39     | 1      | 3      |
| 2021/22     | Stade Rennais | Ligue 1     | 4          | 0          | 0          | 0     | 0     | 0     | 2              | 0              | 0              | 6      | 0      | 0      |
| Club Totaal | Club Totaal   | Club Totaal | 71         | 2          | 4          | 7     | 0     | 0     | 10             | 0              | 1              | 88     | 2      | 5      |
| 2021/22     | Real Madrid   | La Liga     | 26         | 2          | 1          | 4     | 0     | 0     | 10             | 0              | 1              | 40     | 2      | 2      |
| 2022/23     | Real Madrid   | La Liga     | 37         | 0          | 1          | 8     | 0     | 0     | 14             | 0              | 1              | 59     | 0      | 1      |
| 2023/24     | Real Madrid   | La Liga     | 31         | 0          | 2          | 4     | 0     | 0     | 11             | 0              | 2              | 46     | 0      | 4      |
| 2024/25     | Real Madrid   | La Liga     | 19         | 1          | 2          | 6     | 1     | 0     | 10             | 0              | 0              | 35     | 2      | 2      |
| Club Totaal | Club Totaal   | Club Totaal | 113        | 3          | 6          | 22    | 1     | 0     | 45             | 0              | 4              | 180    | 4      | 10     |
| TOTAAL      | TOTAAL        | TOTAAL      | 184        | 5          | 10         | 29    | 1     | 0     | 55             | 0              | 5              | 268    | 6      | 15     |

t/m 3 oktober 2021.
*= Bekerwedstrijden zijn wedstrijden in de Coupe de France, Coupe de la Ligue en de Trophée des Champions

## Interlandcarrière
Op 11 november 2019 maakte Camavinga voor het eerst deel uit van het Frans voetbalelftal onder 21 voor de wedstrijden tegen Georgië en Zwitserland. Bijna een jaar later, op 27 augustus 2020, werd de selectie van het Franse elftal voor de UEFA Nations League-wedstrijden tegen Zweden en Kroatië bekendgemaakt en bleek dat Camavinga zich kon gaan opmaken voor zijn debuut in het grote Franse voetbalelftal. Omdat Paul Pogba en Tanguy Ndombele positief waren getest op het coronavirus en dus in quarantaine moesten was er een plek vrij voor Camavinga vrijgekomen. Hij werd hiermee de jongste speler die opgeroepen werd voor Les Bleus sinds René Gérard in 1932, die destijds slechts 17 jaar, 9 maanden en 17 dagen oud was. Op 8 september 2020 debuteerde Camavinga tijdens een 4-2 overwinning op Kroatië, hij verving N'Golo Kanté halverwege de tweede helft. Hierdoor werd hij de jongste speler die voor de Franse nationale ploeg uitkwam sinds Maurice Gastiger in 1914, op de leeftijd van 17 jaar, 9 maanden en 29 dagen. Op 7 oktober 2020 begon Camavinga voor het eerst in de basis voor Frankrijk. De wedstrijd tegen Oekraïne eindigde in een 7-1 overwinning voor de Fransen. De middenvelder had ook een aandeel in de overwinning door het openingsdoelpunt, een omhaal, te maken. Hierdoor werd hij de jongste doelpuntmaker voor Frankrijk sinds Maurice Gastiger in 1914.
Camavinga maakte deel uit van de 26-koppige selectie van Frankrijk voor het WK 2022 in Qatar, waar Frankrijk uiteindelijk de finale haalde. Hij speelde als invaller voor Lucas Hernández 49 minuten mee in de WK-finale tegen Argentinië, maar verloor uiteindelijk op penalty's. Hij werd op 16 mei 2024 door Didier Deschamps opgenomen in de Franse selectie voor het EK 2024 in Duitsland. Frankrijk overleefde een groep met Oostenrijk, Nederland en Polen en schakelde vervolgens België en Portugal uit, maar verloor in de halve finales met 2–1 van Spanje. Camavinga kwam op het toernooi vier keer in actie.

## Erelijst
Stade Rennais
- Coupe de France: 2018/19

 Real Madrid
- UEFA Champions League: 2021/22, 2023/24
- UEFA Super Cup: 2022, 2024
- FIFA Club World Cup: 2022
- FIFA Intercontinental Cup: 2024
- Primera División: 2021/22, 2023/24
- Copa del Rey: 2022/23
- Supercopa de España: 2021/22

Individueel
- Ligue 1 speler van de maand: augustus 2019